# Narduroides salzmannii
Narduroides salzmannii är en gräsart som först beskrevs av Pierre Edmond Boissier, och fick sitt nu gällande namn av Georges Rouy. Narduroides salzmannii ingår i släktet Narduroides och familjen gräs. Inga underarter finns listade i Catalogue of Life.